# DSV-Standard
Der DSV-Standard ist ein Datenformat für den Informationsaustausch im deutschen Schwimmsport. Es wurde ursprünglich in den 1980er-Jahren innerhalb des Westdeutschen Schwimmverbandes entwickelt und ab Mai 2002 vom Deutschen Schwimmverband (DSV) übernommen. Der DSV-Standard ist aktuell im Format 7 vom 31. August 2022 veröffentlicht und seit dem 1. Januar 2023 in Kraft getreten ist. Das vorherige Format 6 (vom 2. Oktober 2015) darf für eine Übergangsfrist bist zum 31. Juli 2023 noch verwendet werden.

## Aufbau
Dateien nach DSV-Standard sind im Gegensatz zu anderen Formaten, wie beispielsweise dem europäischen Lenex, einfache Textdateien mit der Dateiendung DSV, DSV6 bzw. DSV7. Bei der Entwicklung stand zusätzlich zur Maschinenlesbarkeit auch das einfache manuelle Lesen und Erstellen der Datei im Vordergrund, da zu Beginn der Entwicklung EDV-Programme im Wettkampfbetrieb noch weniger verbreitet waren. Inzwischen verlangen Ausrichter höhere Meldegebühren bei Nichtverwendung eines elektronischen Datenformates oder weisen in diesem Fall Meldungen zurück. Einzig gültige Zeichenkodierung der Textdatei ist UTF-8.
Eine DSV-Datei kann genau eine der folgenden Listen enthalten, die für Veranstaltungen im Schwimmsport benötigt werden:
Vereinsmeldeliste
die Vereinsmeldeliste enthält Angaben zum Verein oder der Startgemeinschaft (Adresse, Ansprechpartner), die Sportler zu einem Wettkampf anmeldet, sowie die genauen namentlichen Meldungen mit Personendaten, Starts und Meldezeiten. Sie wird vom meldenden Verein an den Ausrichter der Veranstaltung übermittelt.
Vereinsergebnisliste
diese Dateien enthalten die Ergebnisse der Sportler eines Vereins getrennt nach Wettkämpfen und Wertungsklassen mit Zwischen- und Endzeiten sowie Platzierungen. Der Ausrichter stellt sie in der Regel nach Wettkampfende dem meldenden Verein zur Verfügung, dieser kann die Ergebnisse dann in seine eigene Verwaltungssoftware übernehmen und Auswertungen generieren.
Wettkampfergebnisliste
sie enthält die gleichen Daten wie die Vereinsergebnisliste, aber mit den Ergebnissen aller Vereine, die an der Veranstaltung teilgenommen haben. Sie bildet das Äquivalent des meist im PDF-Format erstellten Protokolls und wird an die zuständigen Dachverbände übermittelt, die daraus die Besten- und Rekordlisten aktualisieren.
Wettkampfdefinitionsliste
die Wettkampfdefinitionsliste enthält nur allgemeine Daten zur Veranstaltung (Ausrichter, Ort, Meldegeld) und die in der Veranstaltung angebotenen Wettkämpfe und Wertungsklassen. Die Liste wird vom Ausrichter erstellt, der sie dann gemeinsam mit der Ausschreibung öffentlich den Vereinen zugänglich macht. Diese können die Definitionsdateien einlesen und auf dieser Basis Vereinsmeldelisten erstellen, die wiederum an den Ausrichter gesendet werden.

## Änderungen
Die Wettkampfdefinitionsliste wurde erst im November 2005 mit Ausgabe 8.1 eingeführt. Die im März 2015 beschlossene Neufassung des DSV-Standards führte zu weitreichenden Änderungen in der Struktur. Erstmals wurde es möglich, Beinbewegungs- und weitere Sonderstrecken direkt zu definieren. Außerdem erfolgte die Umstellung des ANSI-Zeichencodes auf die UTF-8-Kodierung.
Mit Format 7 wurde unter anderem die Möglichkeit ergänzt, Startklassen und Exceptions des Deutschen Behindertensportverbands bzw. des Internationalen Paralympischen Komitees mit anzugeben.

## Besonderheiten
Der DSV-Standard macht auch Vorgaben zu den Dateinamen der dsv-Dateien. Diese sollen aus der Kombination aus Datum der Veranstaltung, dem Ort, sowie der Art der enthaltenen Liste gebildet werden. Zum Beispiel soll der Dateiname einer Wettkampfdefinitionsliste für eine Veranstaltung am 1. Februar 2020 in Berlin 2020-02-01-Berlin-Wk.DSV7 genannt werden. Die Verarbeitung des Dateiinhalts durch Fachsoftware ist aber meist auch bei abweichender Namensgebung möglich.